# Дом Оскара Стэнтона Де Приста
Дом Оскара Стэнтона Де Приста (англ. Oscar Stanton De Priest House) — исторический многоквартирный дом в городе Чикаго (штат Иллинойс), находящийся по адресу Саут-Доктор-Мартин-Лютер-Кинг-Джуниор-драйв, 4536-4538. Он был построен в 1920 году, в одном из его корпусов с 1929 по 1951 год проживал Оскар Стэнтон Де Прист (1871–1951), первый афроамериканец, избранный в Конгресс США от северного штата. 15 мая 1975 года дом был признан Национальным историческим памятником США. Здание закрыто для посещения публики.

## Описание и история
Дом Оскара Стэнтона Де Приста расположен в южной части Чикаго на Большом бульваре на западной стороне Кинг-драйв к югу от 45-й улицы. В архитектурном плане он представляет собой необычное трёхэтажное строение из кирпича с каменной отделкой и с большим подвалом. В нём располагается восемь квартир, по две на каждом этаже, включая подвал. К наиболее примечательным деталям здания относятся выступающие прямоугольные ниши по обеим сторонам углублённого в стене входа, цветочные ящики на кронштейнах на втором и третьем этажах и карниз на кронштейнах под крышей. Архитектурный стиль дома характерен для 1920-х годов.
Оскар Стэнтон Де Прист жил со своей женой Джесси Де Прист в одной из квартир на втором этаже этого дома с 1929 года до своей смерти в 1951 году. Будучи уроженцем Алабамы, он эмигрировал в Чикаго в конце XIX века, где устроился на работу строительным подрядчиком. Де Прист был вовлечён в местную политику, будучи избранным в 1904 году комиссионером округа Кук. В 1915 году он стал первым афроамериканцем, получившим место в Палате олдерменов Чикаго, представляя богатый Второй район города. В 1928 году Де Прист был включён в список Республиканской партии на  выборах в Конгресс США от первого избирательного округа Иллинойса, заменив в нём Мартина Б. Мэддена, скончавшегося после предварительных выборов. Де Прист получил место в Конгрессе, несмотря на возражения южных представителей. Как первый афроамериканец в этом органе власти после завершения эпохи Реконструкции Юга и первый из какого-любого северного штата, Де Прист играл важную роль в обсуждении вопросов, касавшихся афроамериканцев. В частности, он добивался  справедливого финансирования образования чернокожих. Де Прист отработал три срока в Конгрессе, прежде чем вернулся в местную политику.